# Pristipomoides macrophthalmus
Pristipomoides macrophthalmus is een straalvinnige vis uit de familie van snappers (Lutjanidae), orde van baarsachtigen (Perciformes).

## Beschrijving
De vis kan een lengte bereiken van 50 centimeter.

## Leefomgeving
Pristipomoides macrophthalmus is een zoutwatervis. De soort komt voor in diep water in de Atlantische Oceaan, op een diepte van 110 tot 550 meter.

## Relatie tot de mens
Pristipomoides macrophthalmus is voor de visserij van beperkt commercieel belang. In de hengelsport wordt er weinig op de vis gejaagd.

## Synoniemen
De volgende namen zijn objectieve synoniemen:
- Aprion macrophthalmus (Müller and Troschel in Schomburgk, 1848)
- Pristipomoides macropthalmus (Müller and Troschel in Schomburgk, 1848)